# روفوس اینگالز
روفوس اینگالز (انگلیسی: Rufus Ingalls; ۲۳ اوت ۱۸۱۸ – ۱۵ ژانویهٔ ۱۸۹۳) فرد نظامی اهل ایالات متحده آمریکا بود.